# John M. Slack

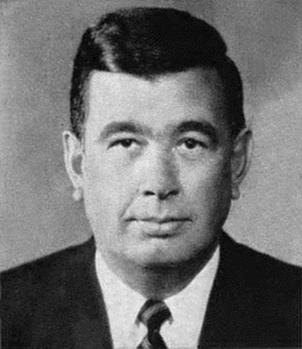
John M. Slack (1975)

John Mark Slack, Jr. (* 18. März 1915 in Charleston, West Virginia; † 17. März 1980 in Alexandria, Virginia) war ein US-amerikanischer Politiker. Zwischen 1959 und 1963 vertrat er den sechsten und von 1963 bis 1980 den dritten Wahlbezirk des Bundesstaates West Virginia im US-Repräsentantenhaus.

## Werdegang
John Slack besuchte die öffentlichen Schulen in Charleston und danach das Virginia Military Institute in Lexington. Zwischen 1948 und 1952 war er am Bezirksgericht im Kanawha County angestellt. Anschließend war er zwischen 1952 und 1958 Verwaltungsbeamter (County Assessor) in diesem Landkreis.
Politisch wurde Slack Mitglied der Demokratischen Partei. 1958 wurde er als deren Kandidat im sechsten Distrikt von West Virginia in das US-Repräsentantenhaus in Washington, D.C. gewählt. Dort trat er am 3. Januar 1959 die Nachfolge von Robert Byrd an, der in den US-Senat wechselte, wo er bis heute amtiert und damit einen neuen Amtszeitrekord für US-Senatoren aufstellte. Nach einer Wiederwahl im Jahr 1960 konnte Slack bis zum 3. Januar 1963 den sechsten Wahlbezirk im Kongress vertreten. Nach der Auflösung dieses Distrikts im Jahr 1962 infolge einer Volkszählung und einer Neuaufteilung der Wahlbezirke kandidierte Slack im dritten Distrikt von West Virginia. Dabei schlug er den amtierenden Kongressabgeordneten Cleveland M. Bailey in den Vorwahlen seiner Partei. Nachdem er auch die eigentliche Wahl gewonnen hatte, konnte Slack seine Amtszeit im Kongress ohne Unterbrechung fortsetzen. Nach acht Wiederwahlen verblieb er bis zu seinem Tod am 17. März 1980 im Kongress. In seine Amtszeit fielen unter anderem die Bürgerrechtsbewegung, der Vietnamkrieg, die Mondlandung, die Watergate-Affäre sowie die Ermordung von John F. Kennedy, dessen Bruder Robert und Martin Luther King. In dieser Zeit wurden auch vier Verfassungszusätze beraten und verabschiedet.
Nach einer Nachwahl fiel der von John Slack gehaltene Abgeordnetensitz an seinen Parteikollegen John G. Hutchinson, der Slacks letzte Legislaturperiode beendete.